# Аус (Намібія)
Аус — сільське поселення в регіоні Карас на півдні Намібії, розташоване на залізничній лінії і національній дорозі B4. Село розташоване в 230 км на захід від міста Кітмансхуп і в 125   км. на схід від Людеріц. Поселення належить до виборчого округу Намінью . Аус є кінцевою станцією залізниці, так як ділянка дороги між Аус і Людеріц зараз знаходиться в аварійному стані, з Кітмансхуп в Аус рухаються тільки вантажні поїзди. Поселення невелике, але має цілий ряд зручностей, включаючи готель [Архівовано 18 червня 2019 у Wayback Machine.], поліцейську дільницю, магазин і гараж. Село розташоване в горах на висоті 1485 метрів над рівнем моря, які височіють над рівнинами пустелі Наміб . Клімат літом жаркий і посушливий. Взимку тут порівняно холодно. Опади випадають рідко, приблизно два рази за три роки випадає сніг.
Назва села перекладається з діалекту Нама як «велика змія». У колоніальний час на місці нинішнього поселення розташовувалася військова частина. До початку Першої світової війни в Аусі була побудована запасна радіостанція, так як було заплановане знесення радіостанції у бухті Людеріц. Після окупації Намібії південноафриканською армією в селі був організований концентраційний табір, у якому з 1915 до 1919 року містилося приблизно 1 550 німецьких військовополонених. В'язні спочатку жили в наметах, але пізніше збудували цегляні будинки. Кількість ув'язнених досягла 1500 чоловік, але до травня 1919 останній в'язень був звільнений і табір був закритий. Територія колишнього табору оголошена об'єктом Національного спадщини Намібії. Деякі з будинків були реконструйовані.
На захід від Аус мешкає табун диких коней [Архівовано 18 червня 2019 у Wayback Machine.] . Їх походження невідоме, чисельність табуна складає від 150 до 200 особин. Коні пристосувалися до суворих умов життя і можуть обходитися до п'яти днів без води. Туристи можуть спостерігати за кіньми поблизу штучної водойми, коли коні відвідують водопій.
У 1970 р. населення становило 767 чол, з них 197 — білі. Аус отримав статус села в 1925 році і статус муніципалітету в 1949 році.

## Голландська реформатська церква
У 1920-х роках представники голландської реформатської церкви (НГК) почали засновувати парафії в Південно-Західній Африці, такі як Кітмансхупі (1924) і Вармбаді (1928). Засновниками церкви в Намібії були Мані Потьєтер (прибув в 1925 році) і С. Фуше (прибув в 1931 році). Фуше допоміг створити конгрегацію Бетані (тепер Людеріц). 1938 рік став офіційним роком заснування конгрегації, а М. К. Хаттінг став її першим офіційним пастором.

## Галерея

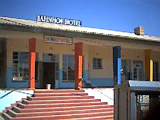
Готель в Аус
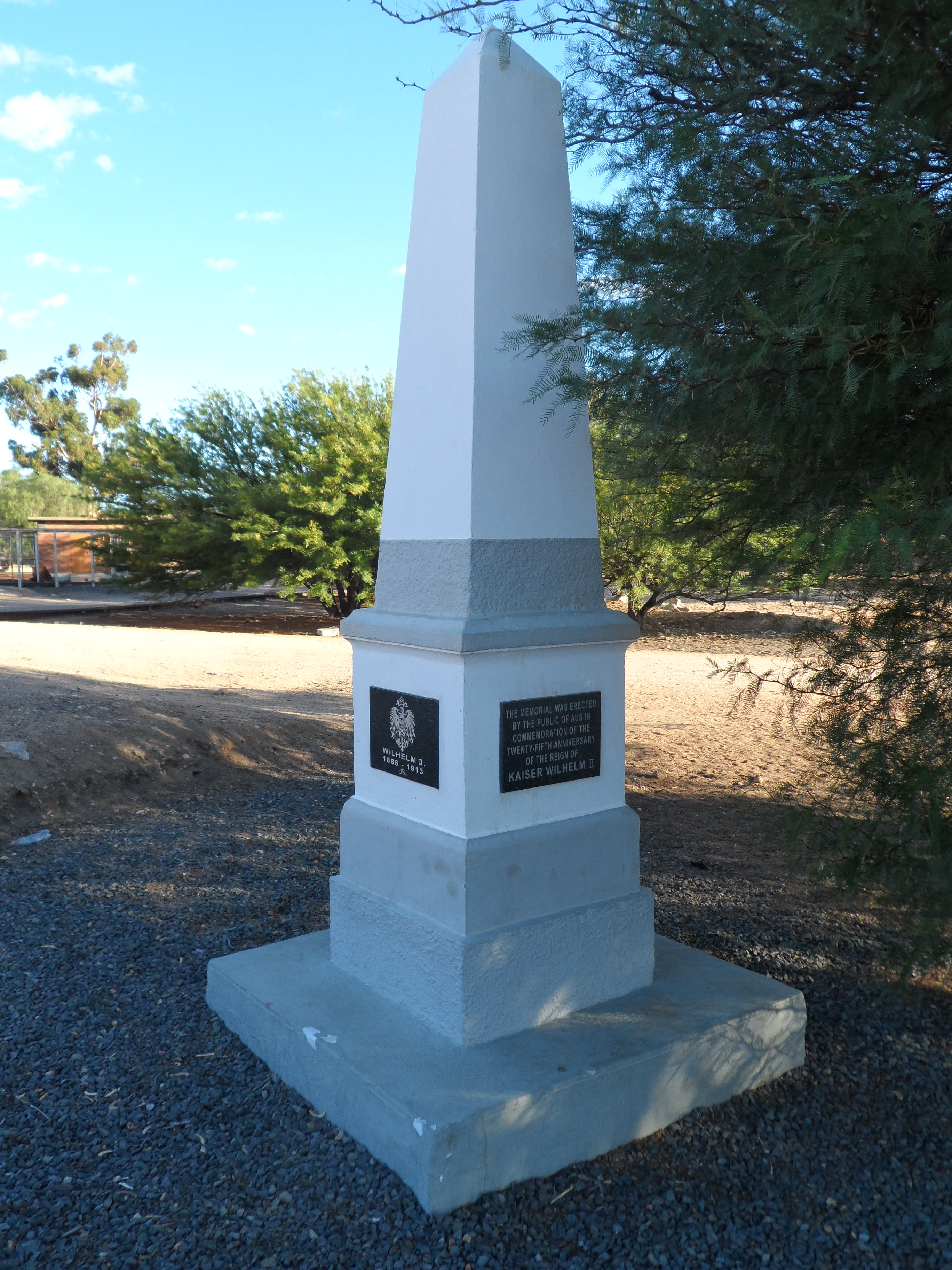
Пам'ятник Імператору Вільгельму II на залізничній станції Аус
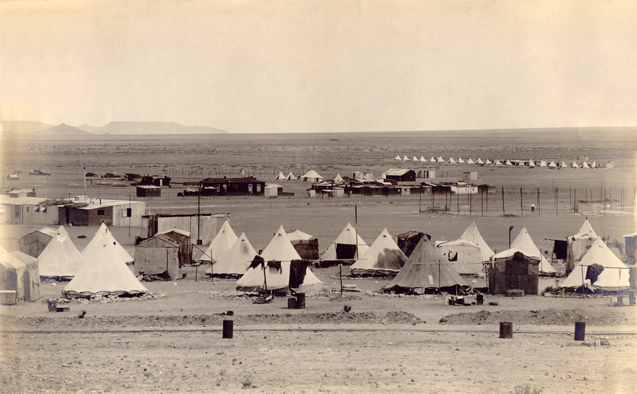
Аус - табір для німецьких військовополонених 1915-1919
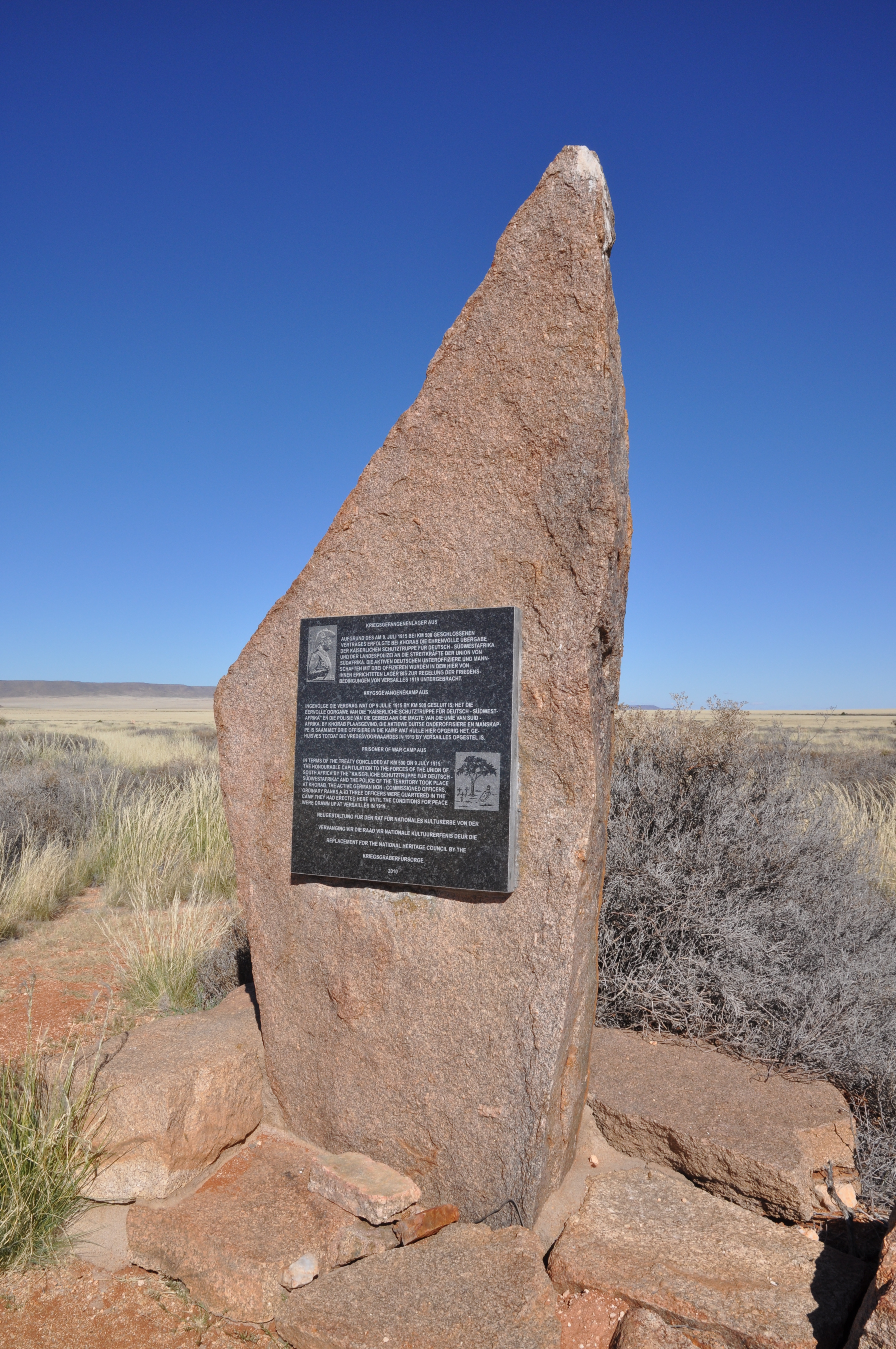
Меморіальний знак : В'язням концентраційного  табору Аус
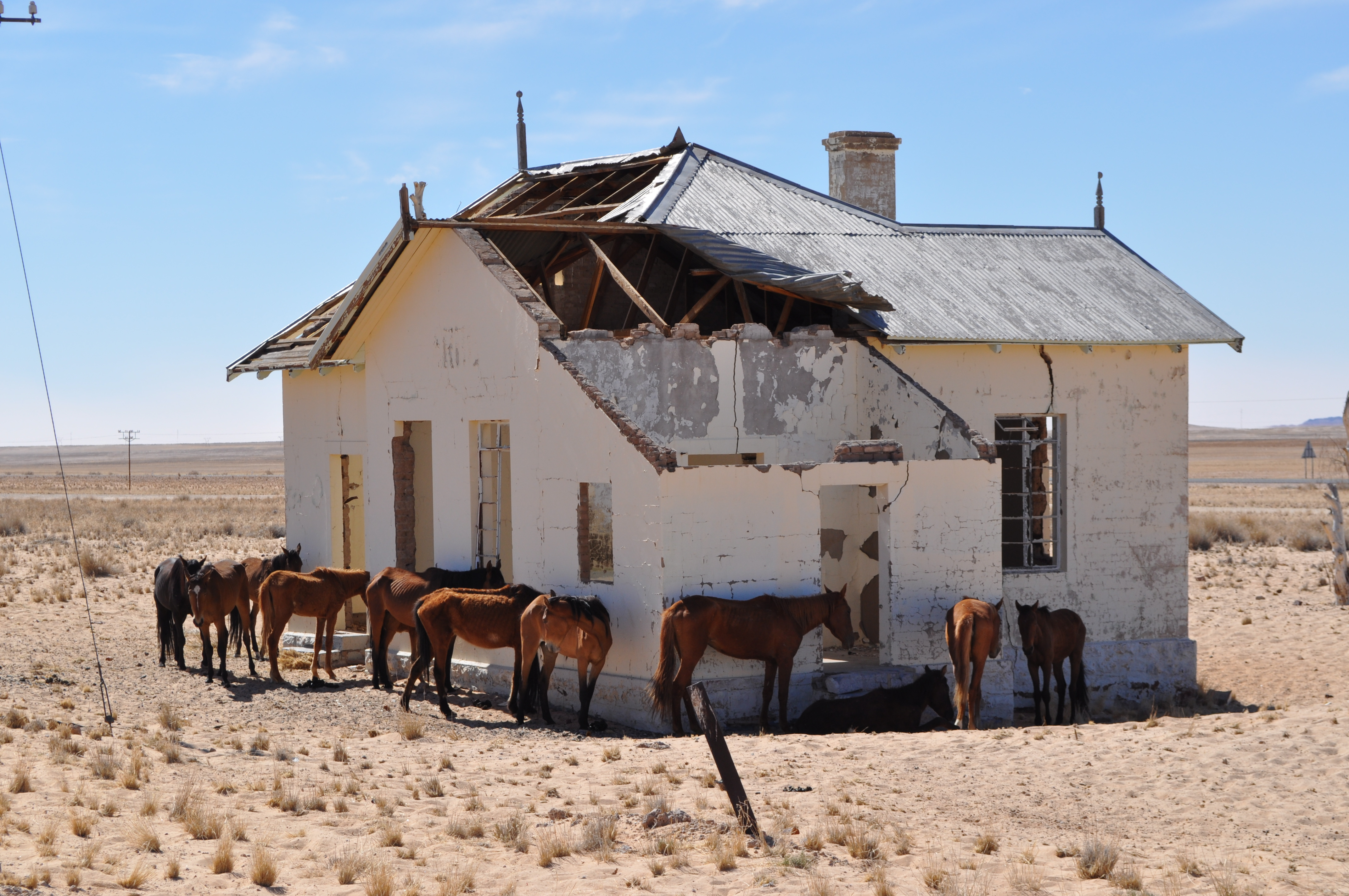
Коні в пустелі  Гаруб
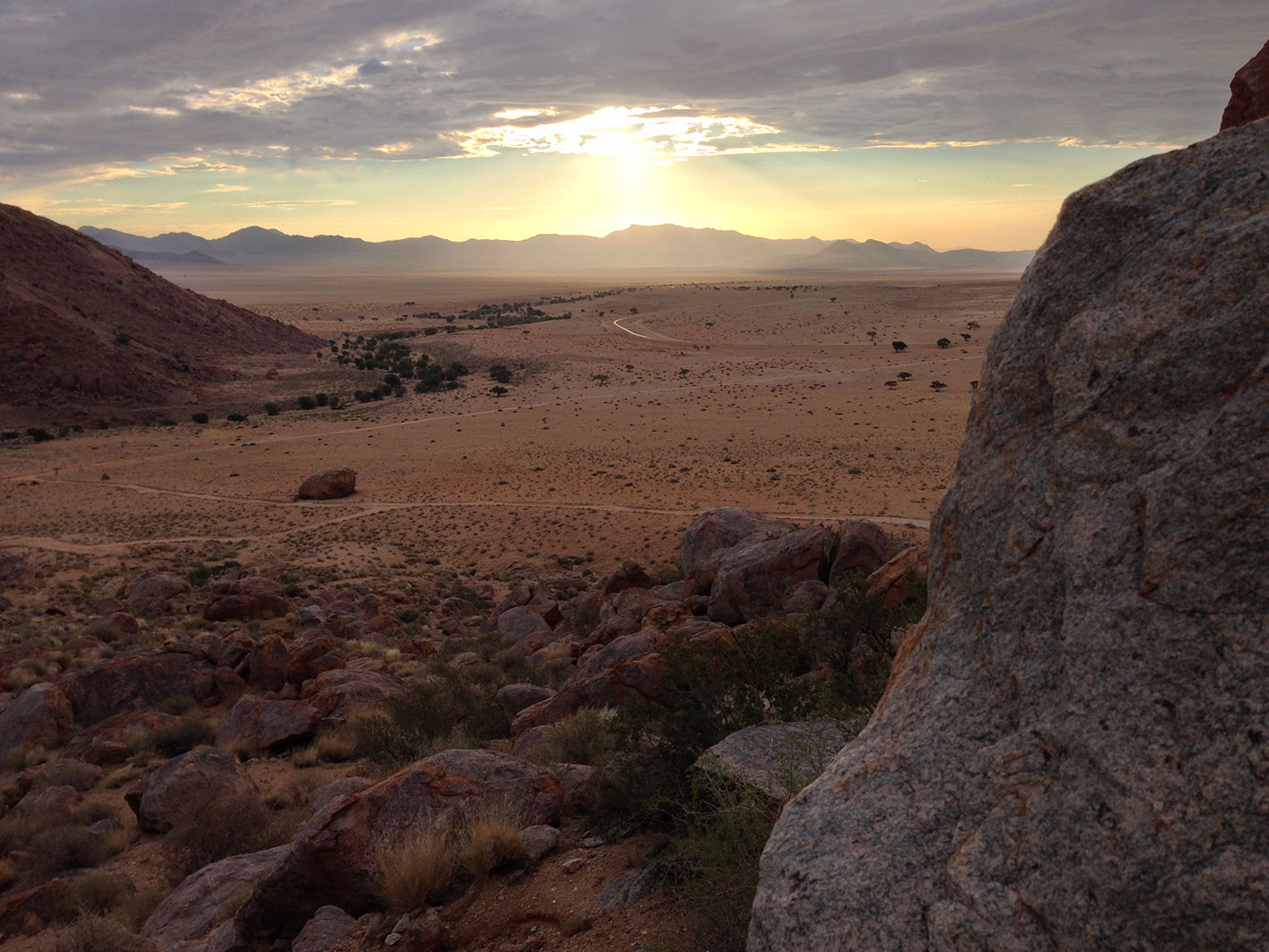
Вид на пустелю Наміб з гір.
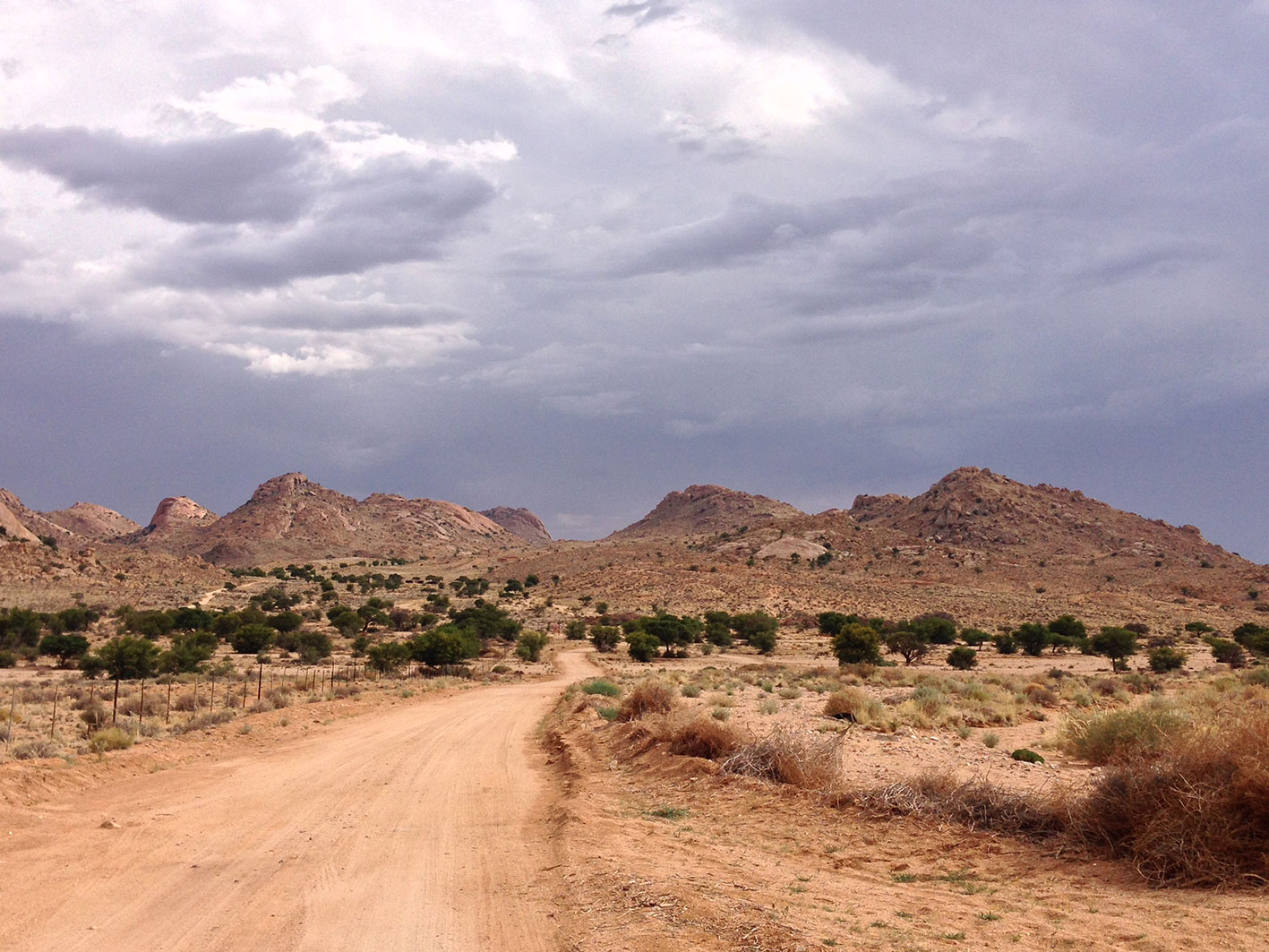
Вид на Аус
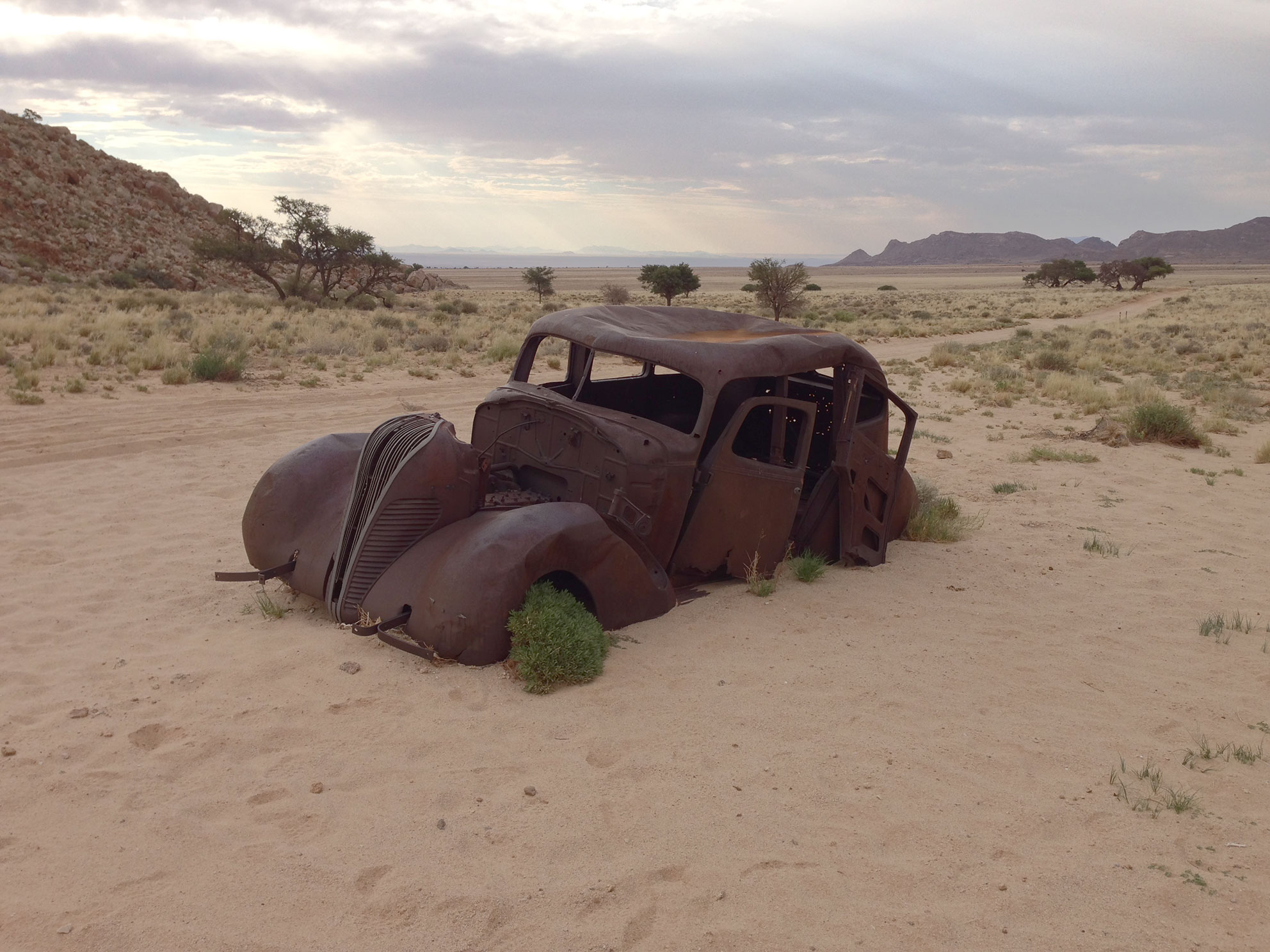